# Most Olimpijski
Most Olimpijski, dříve nazývaný Most Wschodni a česky lze přeložit jako Olympijský most, je železobetonový obloukový silniční most přes veletok Odra v Polsku. Spojuje městské čtvrti Biskupin-Sępolno-Dąbie-Bartoszowice a Przedmieście Oławskie města Wrocław (Vratislav) v Dolnoslezském vojvodství. Nachází se také v mezoregionu Pradolina Wroclavska a v Dolním Slezsku.

## Historie a popis
Most Olimpijski, který má délku 700 m a šířku 24 m, byl slavnostně otevřen 22. června 2023. Jméno získal podle nedalekého stadionu Stadion Olimpijski we Wrocławiu. Je součástí silničního obchvatu Obwodnica śródmiejska Wrocławia města Wrocław. Táhne se od na jihozápadě od lesa Las Rakowiecki přes Odru na až na ostrov Wielka Wyspa na severovýchodě. Stavba mostu začala v roce 2020 a kromě automobilové dopravy je určen také cyklistům a pěším.

## Další informace
Most je celoročně volně přístupný a vede přes něj cyklistická trasa.

## Galerie

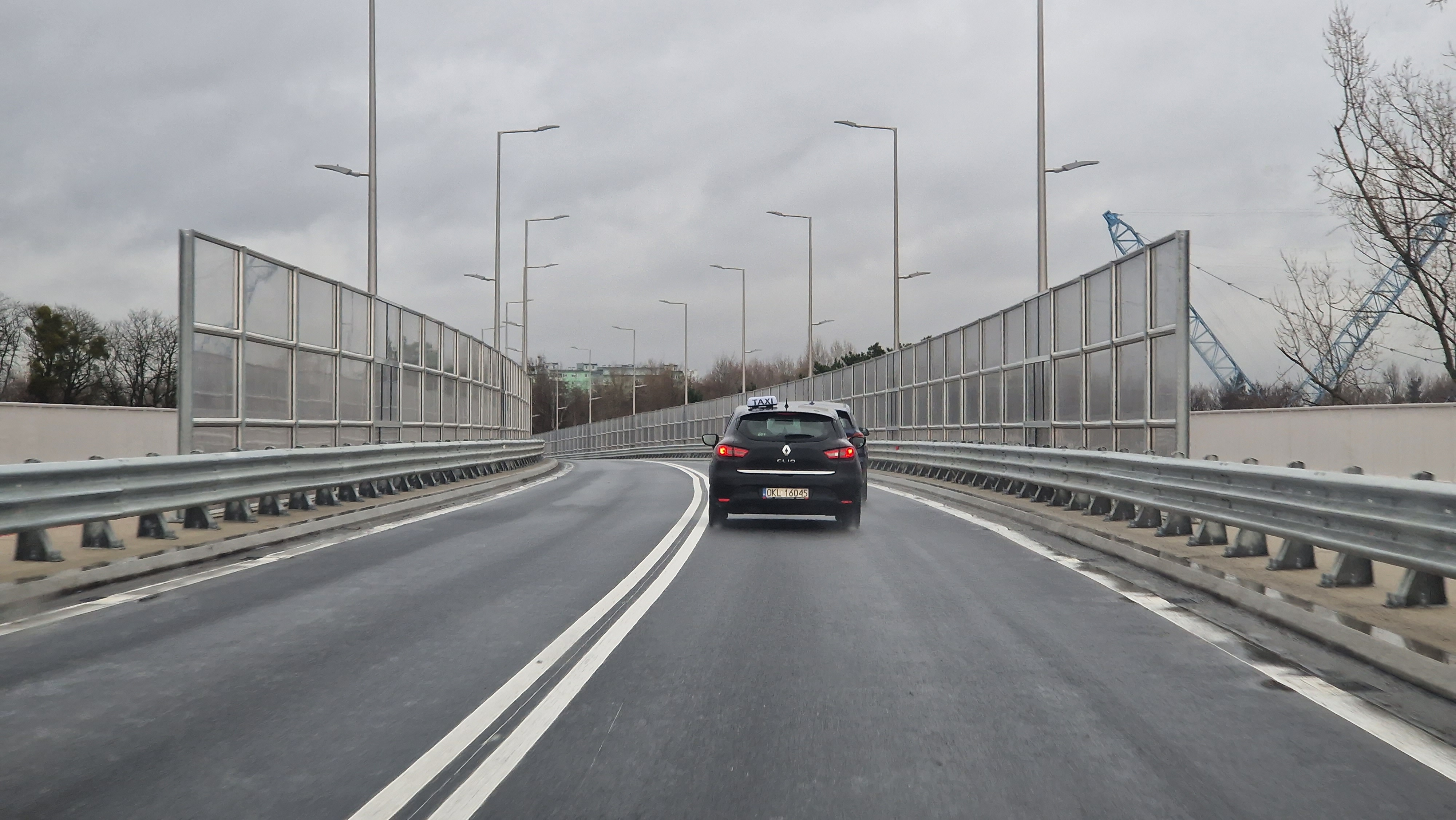
Silniční doprava na mostě
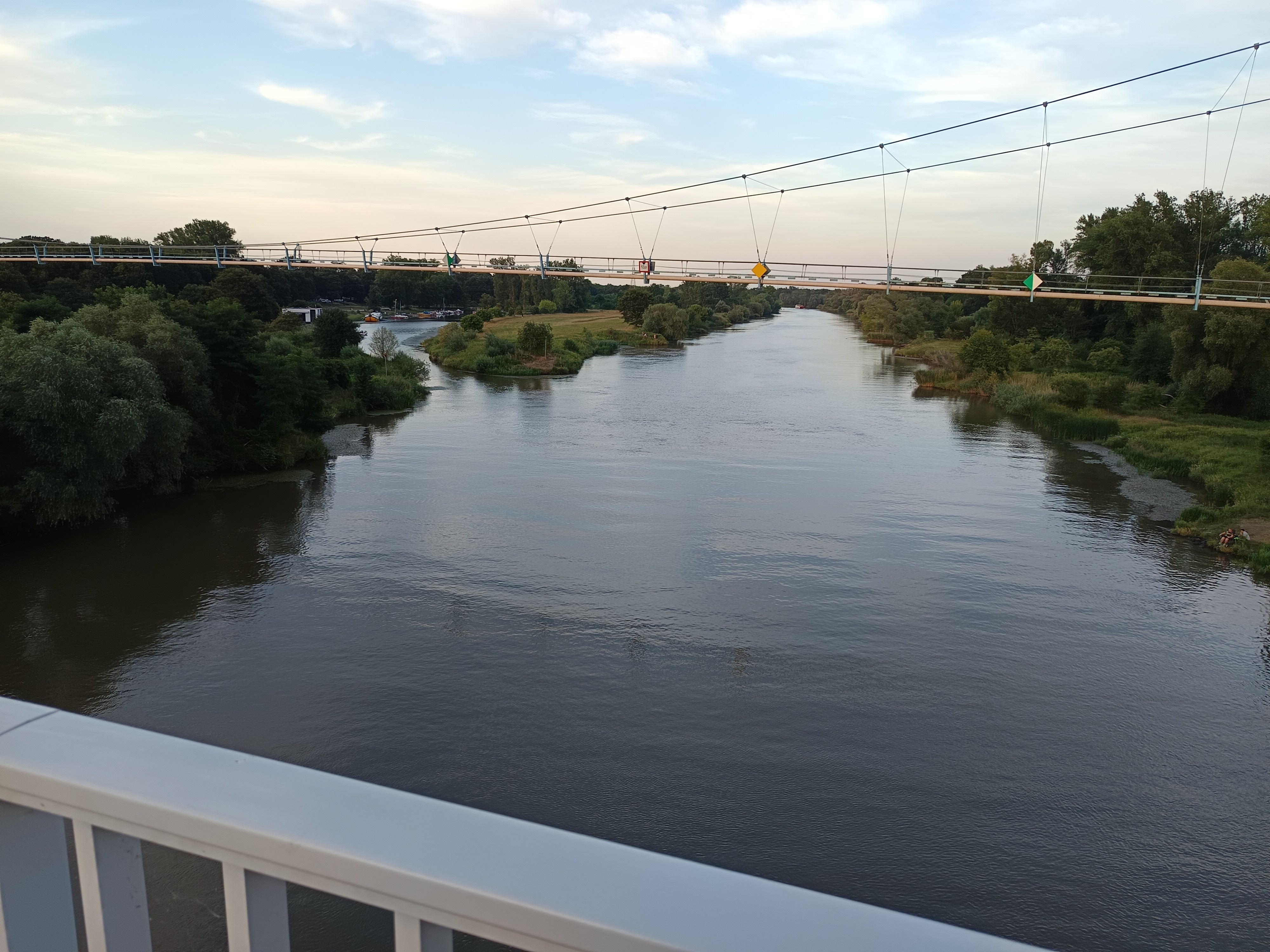
Pohled z mostu na Odru